# دروا (جیرفت)
دروا روستایی در دهستان دلفارد بخش ساردوئیه شهرستان جیرفت استان کرمان ایران است.

## جمعیت
بر پایه سرشماری عمومی نفوس و مسکن در سال ۱۳۹۵ جمعیت این مکان ۸ نفر (۴خانوار) بوده‌است.